# Edward Rożnowski

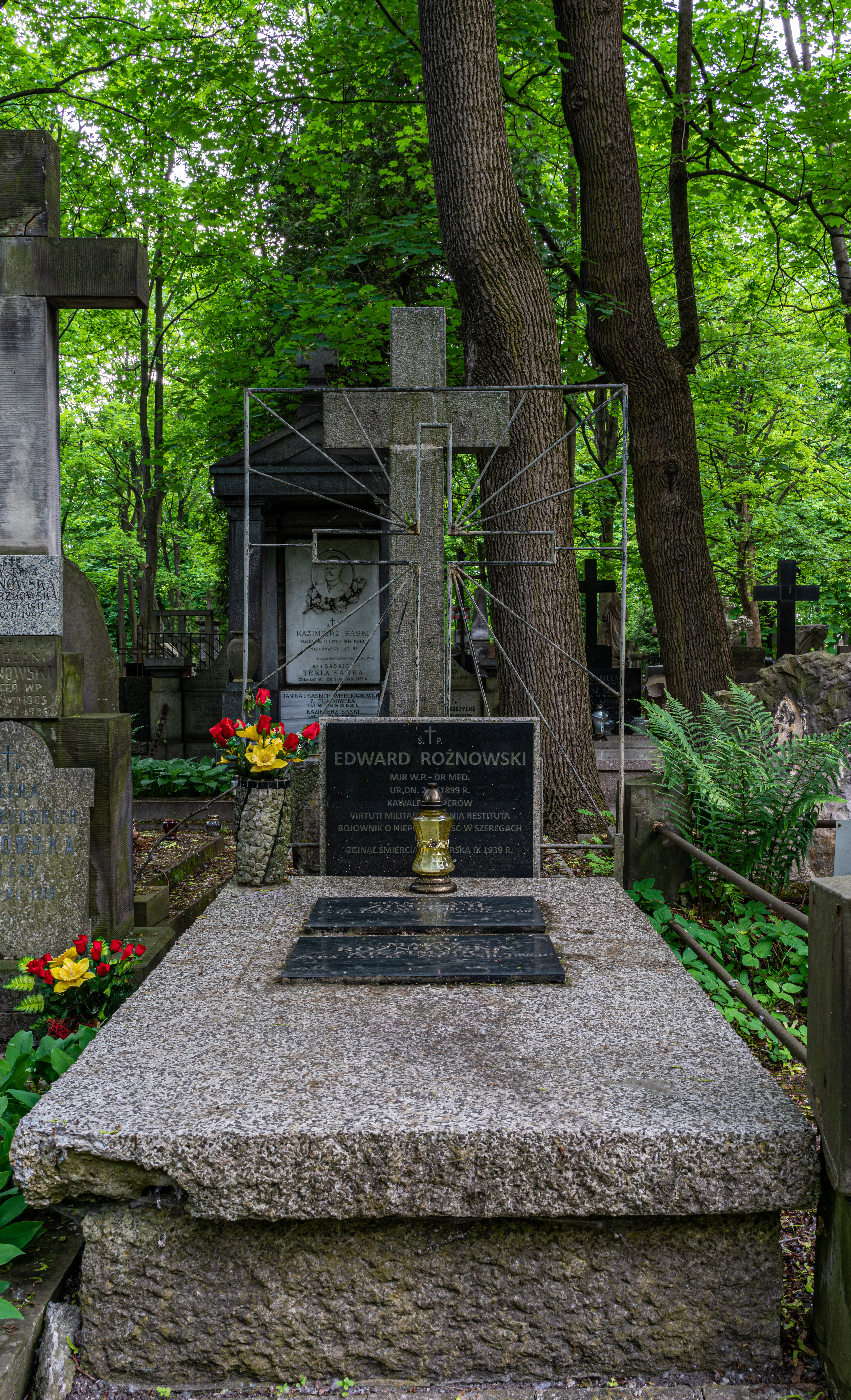
Grób Edwarda Rożnowskiego na cmentarzu Powązkowskim

Edward Hipolit Marian Rożnowski (ur. 23 stycznia 1899 w Warszawie, zm. 9 września lub 27 września 1939 pod Tomaszówką na Białorusi) – polski lekarz, doktor medycyny,  działacz społeczny i niepodległościowy, kapitan rezerwy piechoty Wojska Polskiego, kawaler Orderu Virtuti Militari.

## Życiorys
Będąc uczniem gimnazjum, od 1914 roku należał do harcerstwa oraz do Organizacji Młodzieży Narodowej (co najmniej od 1916 roku był prezesem zarządu koła OMN w Warszawie). Był członkiem Związku Młodzieży Polskiej „Zet” i Związku Młodzieży Polskiej „Przyszłość”, od 1916 roku należał do POW.
Od 1918 roku służył ochotniczo w Wojsku Polskim jako oficer liniowy (w 1919 roku służył jako podporucznik w 22 pułku piechoty).
Edward Rożnowski ukończył studia na Wydziale Lekarskim Uniwersytetu Warszawskiego, a następnie uzyskał doktorat wszech nauk lekarskich.
Pracując jako lekarz udzielał się społecznie. Był prezesem zarządu wojewódzkiego POW, prezesem zarządu powiatowego Federacji Polskich Związków Obrońców Ojczyzny, Związku Strzeleckiego i Związku Rezerwistów.
W 1924 roku jego wojskową jednostką macierzystą był 21 pułk piechoty „Dzieci Warszawy”. Na początku lat 30. był lekarzem powiatowym w Grodzisku Mazowieckim. W 1934 roku, będąc doktorem medycyny, został przeniesiony do kadry zapasowej 2 Szpitala Okręgowego. W sierpniu 1939 roku został zmobilizowany do Kwatery Głównej Naczelnego Dowództwa. Zginął, walcząc w szeregach 84 pułku Strzelców Poleskich we wrześniu 1939 w czasie bitwy pod Tomaszówką. Jego żona otrzymała z PCK jego zakrwawioną legitymację i informację o jego śmierci, lecz bez daty dziennej. Podawane są dwie daty jego śmierci: 9 września i 27 września. Został pochowany w mogile zbiorowej w Tomaszówce. Jego grób symboliczny istnieje również na cmentarzu Powązkowskim w Warszawie (kwatera 83-5-23).

## Awanse
- podporucznik – przed sierpniem 1919 roku
- porucznik – przed 1924 rokiem
- kapitan rezerwy – awansowany do stopnia kapitana rezerwy w korpusie piechoty z lokatą 57. ze starszeństwem z dniem 2 stycznia 1932 roku[8]

## Ordery i odznaczenia
- Krzyż Srebrny Orderu Wojskowego Virtuti Militari (28 lutego 1921)[9]
- Krzyż Niepodległości (12 marca 1931)[10]
- Krzyż Walecznych (czterokrotnie)
- Złoty Krzyż Zasługi (16 marca 1934)[5]
- Srebrny Krzyż Zasługi (7 listopada 1929)[11][1]

## Życie prywatne
Był synem Franciszka i Anny z Przyłubskich. Ożenił się 25 listopada 1926 roku z Marią Zimnoch (1906–1986). Mieli czworo dzieci: Lecha Marię Hipolita (ur. 1929), Macieja (który zmarł wkrótce po urodzeniu), Andrzeja Stanisława (ur. 1932) i Marię Teresę Sabę (ur. 1937), późniejszą Gorzelską.
Rożnowscy mieszkali w Warszawie przy ul. Kilińskiego 6.